# Кировская транспортная дамба
Кировская транспортная дамба (Кировская дамба) — гидротехническое инженерно-транспортное сооружение в центре города Казани, соединяющее правый (улица Несмелова) и левый (улица Саид-Галеева) берега самого устья реки Казанки. В состав транспортной дамбы, входит собственно сама дамба, по которой проложены асфальтовая дорога с трамвайными путями по её центру и железнодорожные пути, а также два параллельных моста (железнодорожный и трамвайно-автомобильный) через русло Казанки.
Кировская транспортная дамба — одна из важнейших магистральных транспортных артерий города, часть Большого Казанского кольца, связывающая Вахитовский и Кировский районы Казани. Автомобильно-трамвайный мост дамбы — трёхпролётный, горбатый, с судоходным центральным пролётом. Железнодорожный — трёхпролётный, двухпутный, с центральным пролётом в виде фермы.

## История
До строительства дамбы на её месте проходила дорога, известная как минимум с 1739 года и называемая Московской.
В 1842 году по указу губернатора Сергея Шипова началось строительство дамбы, ведущей от пристаней старого речного порта в Адмиралтейской слободе до Мокрой слободы в центре города, сдана в 1849 году. Поначалу Старая дамба имела несколько мостов над небольшими протоками, крупнейшей из которых была Ичка — второй рукав Казанки.
Старую дамбу часто затапливало и она неоднократно подсыпалась, став сплошной кроме одного моста, на ней было установлено керосиновое освещение и установлен полицейский пост. Протяжённость Старой дамбы была около 1300 м.
В 1875 году по дамбе до старого речного порта была пущена первая в городе линия конки.
К пуску до города железнодорожного сообщения Московско-Казанской железной дороги к 1893 году на дамбе южнее дорожного моста был сооружён Адмиралтейский железнодорожный мост.
Адмиралтейская дамба была переименована в Кировскую в советское время в 1935 году вместе с районом.
Если прежние Адмиралтейская и следующая Кремлёвская дамбы располагались преимущественно по левобережью Казанки, то с перекрытием прежнего русла Казанки и заполнением Куйбышевского водохранилища в 1957 году, воды Волги и Казанки подошли вплотную к Старой дамбе, и единственный оставленный на правобережье проход под её мостами фактически стал новым устьем Казанки. Современная дамба с заново построенными мостами (автомобильный мост аналогичен старому мосту Кремлёвской дамбы) была сооружена к 1956 году во время строительства Жигулевской ГЭС и возникновения Куйбышевского водохранилища, а русло реки Казанки было искусственно перенаправлено (ранее река протекала через Адмиралтейскую слободу). Защитные сооружения берегов Волги и Казанки начали возводить в апреле 1953 года под руководством главного инженера М.Ирмэса.
До реконструкции 1950-х движение на улицу Клары Цеткин осуществлялось на одном уровне с железной дорогой, через переезд, остатки булыжной мостовой которого сохранились около железнодорожных путей на участке между мостом через Казанку и мостом через улицу Клары Цеткин.
В конце дамбы трамвайная линия изначально уходила налево на улицу Клары Цеткин, однако в 2010 году эту линию демонтировали и построили новую линию по улице Несмелова, которая уходит направо.
В 2007—2008 гг. проведена реконструкция дамбы и моста, заменены перила, уложены новые трамвайные пути и асфальтовое покрытие, заменены опоры освещения.

### Шумозащитные экраны на Кировской дамбе
Шумозащитные экраны на Кировской дамбе — конструкции, установленные вдоль Кировской дамбы в Казани для снижения уровня шума от автомобильного движения. Проект вызвал общественное обсуждение из-за возможного ухудшения вида на историческую часть города.

#### История установки
В 2024 году на Кировской дамбе началась установка первых шумозащитных экранов высотой 3,2 метра. Первая часть конструкций была смонтирована со стороны улицы Саид-Галеева.
Общая протяжённость экранов должна составить 715 метров — от Кировского района до храма-памятника на Казанке. Проект стоимостью 89 млн рублей предусматривал установку 1248 шумопоглощающих и 416 шумоотражающих панелей.

#### Обсуждение и критика
Рустам Минниханов поручил рассмотреть альтернативные варианты, так как экраны могли закрыть панорамный вид на исторический центр Казани. Несмотря на это, монтаж продолжился, и к 16 июня 2024 года были установлены опорные стойки.
Позже было принято решение заменить часть глухих экранов на прозрачные из поликарбоната. Первые прозрачные секции появились возле здания ГИМС.

#### Сопутствующие проекты
Рядом с дамбой планируется создание рекреационного комплекса с бассейнами, фуд-кортом и отелем. Проект курирует компания, связанная с бизнесменом Альбертом Юлдашевым.

## Расположение
Дамба проходит с северо-запад на юго-восток и соединяет западный Кировский и центральный Вахитовский районы города. Дамба соединяет между собой улицы Несмелова, Клары Цеткин и Саид-Галеева (с отходящей от неё в начале дамбы Кремлёвской набережной). Таким образом, дамба соединяет зареченскую часть города с центром и главным железнодорожным вокзалом Казань-1.
Проходящий по дамбе западный железнодорожный ход на Москву соединяет вокзал Казань-1 и станцию Юдино, в начале дамбы расположен отстойник электропоездов.
Протяжённость дамбы — около 1,5 км, ширина дамбы — до 93 м, ширина проезжей части автомобильно-трамвайного моста — 21 м.
От восточного берега дамбы севернее мостов отходит иногда затапливаемый в моменты высокого половодья пешеходный мостик к острову с Храмом-памятником воинам, павшим при взятии Казани в 1552 году. Вдоль западного берега дамбы находится лесополоса.
Текущим планированием предусмотрен вывод на дамбу (напротив отхода от неё Кремлёвской набережной) в виде вновь сооружаемой развязки начатой реконструкцией для включения в Большое Казанское кольцо новой магистрали по улице Альфреда Халикова (бывшей набережной Речного порта), идущей от современного речного порта.

## Транспорт

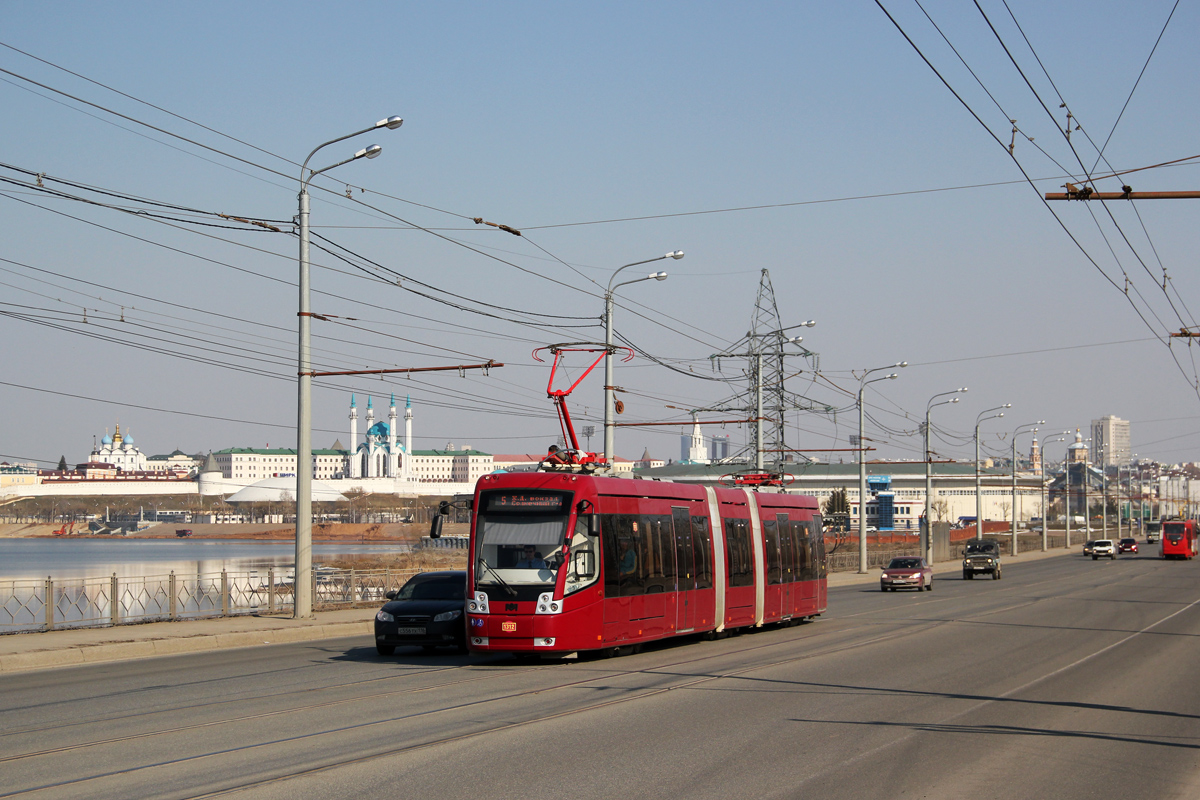
Трамвай на Кировской дамбе

Дамба является частью в основном действующего Большого Казанского кольца. По дамбе проложено большое количество автобусных маршрутов, проходят встречно кольцевые троллейбусные маршруты № 4 и № 10 (не работают с 2013 года), проложена трамвайная линия маршрутов № 5 (ускоренный), № 1, № 7 и проходит двухпутная железнодорожная линия.

## Галерея

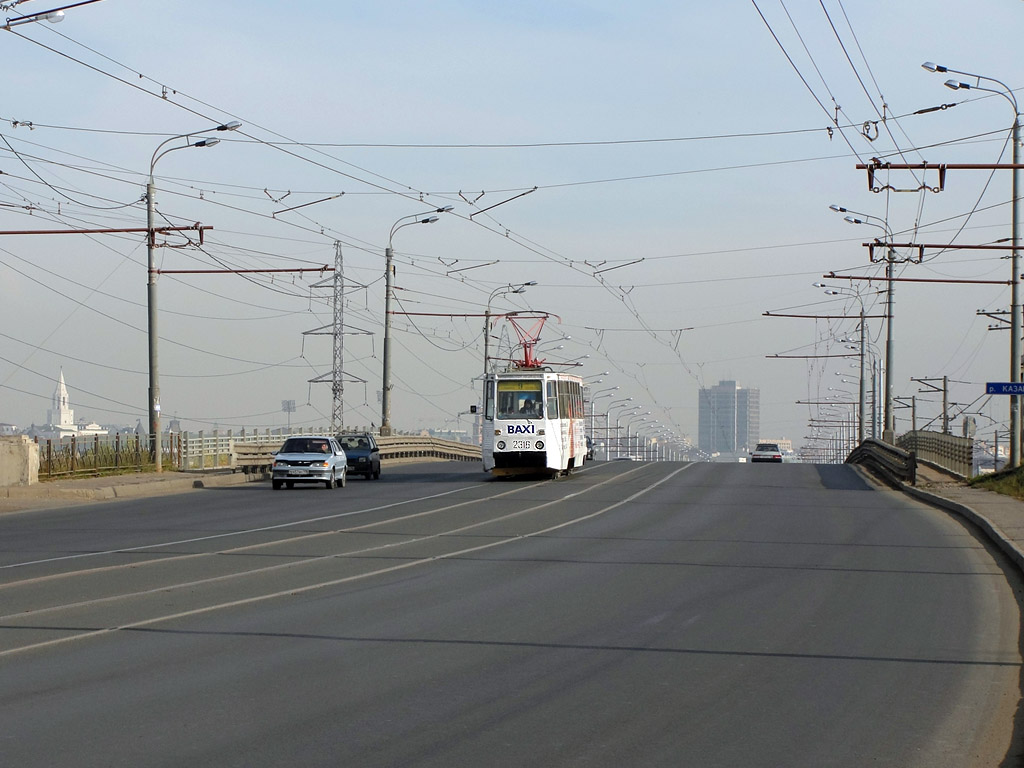
Дамба после реконструкции 2007 года
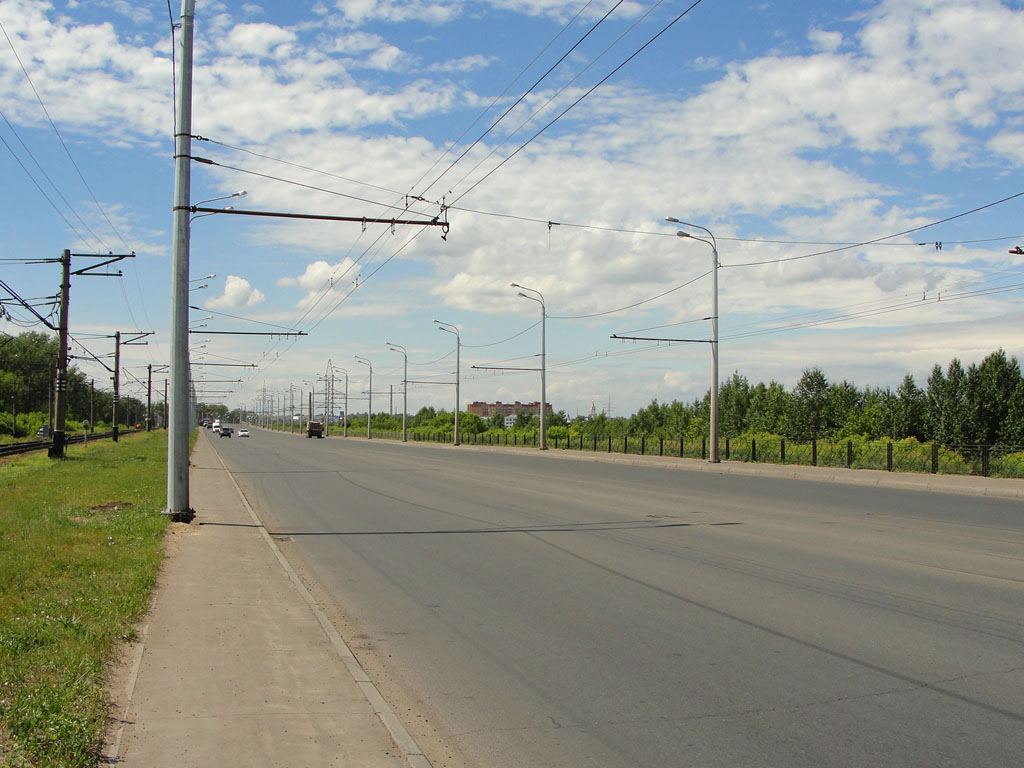
Проезжая часть дамбы
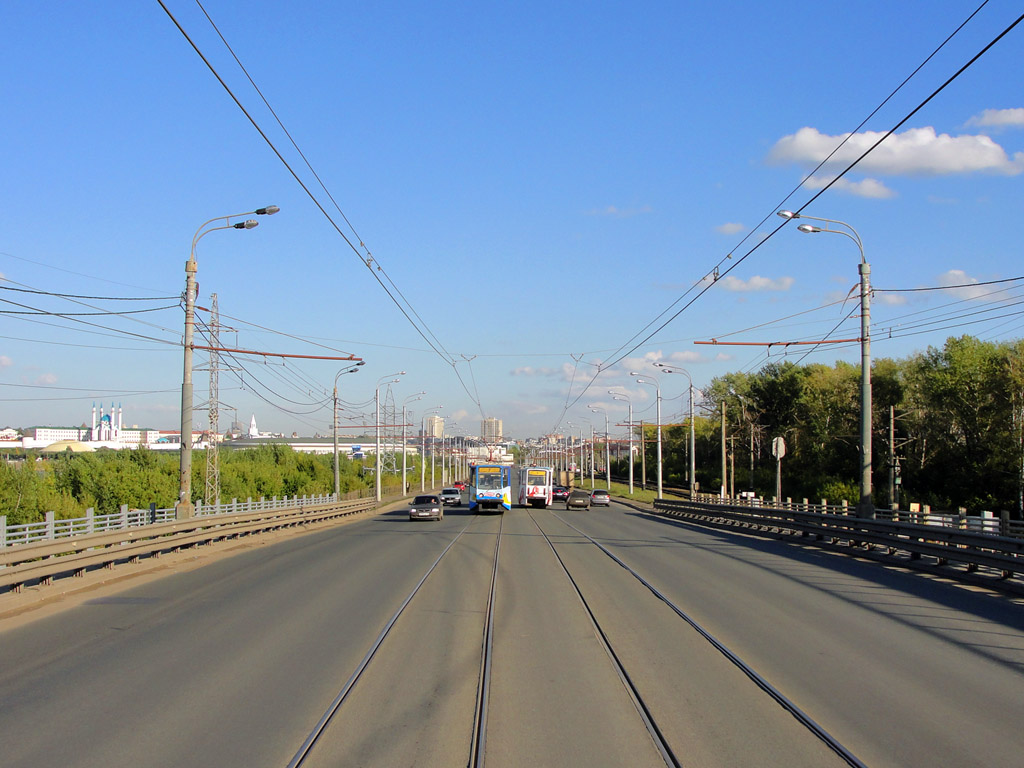
Проезжая часть моста